# Odd Borgersen
Odd Bohlin Borgersen (ur. 10 kwietnia 1980 w Drammen) – norweski łyżwiarz szybki, brązowy medalista mistrzostw świata.

## Kariera
Największy sukces na arenie międzynarodowej Odd Borgersen osiągnął w 2005 roku, kiedy wspólnie z Petterem Andersenem i Eskilem Ervikiem zdobył też brązowy medal w biegu drużynowym podczas dystansowych mistrzostw świata w Inzell. Był to jedyny medal wywalczony przez niego na imprezie tej rangi. Na tych samych mistrzostwach był też piąty w biegach na 5000 i 10 000 m. Wielokrotnie startował w zawodach Pucharu Świata, jednak nigdy nie stanął na podium. Najlepsze wyniki w zawodach tego cyklu osiągał w sezonie 2006/2007, kiedy był jedenasty w klasyfikacji końcowej 5000/10 000 m. Nigdy nie wystąpił na igrzyskach olimpijskich. W 2008 roku zakończył karierę.
Jego brat, Reidar Borgersen, również był panczenistą.